# Castianeira venusta
Castianeira venusta is een spinnensoort uit de familie van de loopspinnen (Corinnidae).
De wetenschappelijke naam van de soort werd in 1898 als Thargalia venusta gepubliceerd door Nathan Banks.